# Skutari-Wasserfrosch
Der Skutari-Wasserfrosch (Pelophylax shqipericus oder Rana shqiperica) gehört innerhalb der Ordnung der Froschlurche zur Familie der Echten Frösche (Ranidae). Außerdem wird er nach Aussehen, Lebensweise und Verwandtschaftsbeziehungen zu den Wasserfröschen gerechnet, die inzwischen von vielen Autoren in eine eigene Gattung Pelophylax gestellt werden. Die Art ist an der westlichen Küste des Balkans vom Süden Montenegros bis nach Albanien verbreitet.

## Merkmale
Der Skutari-Wasserfrosch hat eine Körperlänge von etwa 60 bis 80 mm und ähnelt dem Kleinen Wasserfrosch (Pelophylax lessonae) sowie dem Epirus-Wasserfrosch (Pelophylax epeiroticus) und anderen Arten des Wasserfroschkomplexes. Eine klare Abgrenzung ist vor allem über molekularbiologische Merkmale möglich. Er besitzt deutlich aufgewölbte Fersenhöcker. Eine grüne Längslinie auf der Rückenmitte ist nicht bei allen Exemplaren vorhanden. Zur Laichzeit haben die etwas kleineren Männchen oberseits eine grasgrüne bis gelb-olive Färbung; das sonst ausgeprägte Muster aus großen braunen oder schwarzen Flecken ist zu dieser Zeit reduziert. Ihre Schallblasen sind schwach pigmentiert und olivgrün bis grau. Die Weibchen sind hellbraun oder olivgrün gefärbt. Die Leistengegend ist markant gelb pigmentiert, ebenso die Unterseite der Oberschenkel. Die Bauchseite ist cremeweiß und kaum gepunktet.

## Verbreitung und Lebensraum

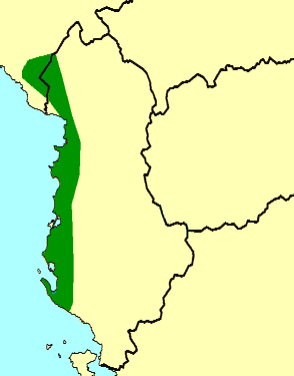
Verbreitungsgebiet entlang der Küste Albaniens und rund um den Skutarisee bis nach Montenegro

Das Verbreitungsgebiet des Skutari-Wasserfroschs beschränkt sich auf die Küstentiefländer der Balkanhalbinsel vom Süden Montenegros bis nach Albanien. Es werden Höhen bis maximal 500 Meter besiedelt. Sein Lebensraum besteht vor allem aus vegetationsreichen Stillgewässern und umfasst Sümpfe, Kanäle und Gräben in Marschland, Ruhigwasserbereiche langsam fließender Gewässer sowie die Ufer des namengebenden Skutarisees.

## Systematik
Der Skutari-Wasserfrosch gehört zum Formenkomplex der Wasserfrösche (Pelophylax), der systematisch noch nicht abschließend bearbeitet ist und aufgrund der vielfältigen Hybridbildungen nur schwer zu erfassen ist. In einem großen Teil ihres Verbreitungsgebietes ist die Art mit dem Seefrosch bzw. wohl eher dem Balkan-Wasserfrosch (Pelophylax kurtmuelleri) vergesellschaftet. Hybridbildung zwischen diesen kommt regelmäßig vor. Die Nachkommen scheinen aber steril zu sein, was für wirksame reproduktive Isolationsbarrieren spricht. Weitere nah verwandte und anerkannte Wasserfroscharten auf der südlichen Balkanhalbinsel samt Mittelmeerinseln sind der Epirus-Wasserfrosch (Pelophylax epeiroticus) und der Kreta-Wasserfrosch (P. cretensis). Der Karpathos-Wasserfrosch (P. cerigensis) wird als Form mit ungeklärtem Status bezeichnet. In Vorderasien tritt zudem Bedriagas Wasserfrosch (Pelophylax cf. bedriagae) auf, der nach inzwischen zweifelhaften Auffassungen auch in der Türkei, auf Zypern und auf mehreren griechischen Inseln vorkommen sollte.

## Gefährdung
Der Skutari-Wasserfrosch wird in der Roten Liste gefährdeter Arten der IUCN als stark gefährdet („Endangered“) eingestuft, weil er über ein relativ kleines Verbreitungsgebiet von weniger als 5000 km² verfügt und dieses stark fragmentiert ist. Zudem wird eine zunehmende Verschlechterung seiner Habitate festgestellt. Die Hauptgefährdung für diese Art geht von der Verschmutzung und Trockenlegung geeigneter Habitate durch die Landwirtschaft, den Tourismus und die Besiedlung ihres Lebensraumes aus. Eine zusätzliche Gefährdung stellen eingeführte Wasserfrösche dar, die ihn in seinem Lebensraum verdrängen.